# Cratere Santa Cruz
Santa Cruz  è un cratere sulla superficie di Marte.